# Golf Club de Toulouse-Palmola
De  Golf Club de Toulouse-Palmola is een Franse golfclub in Buzet-sur-Tarn 18km ten noorden van Toulouse, in de Haute-Garonne in de Occitanie.
De Palmola Golf werd in 1974 opgericht en is een besloten golfclub. Er is een 18 holesbaan met een par van 73 en een lengte van 6615 meter van de heren backtees. De drivingrange heeft slechts vijf overdekte plaatsen. Verder is er een zwembad e zijn er enkele tennisbanen.

## Open de Toulouse
In 2006, 2007 en 2008 is hier steeds in de maand oktober het A.G.F. Allianz Golf Open de Toulouse van de European Challenge Tour gespeeld. De eerste drie edities werden nog het Open de Toulouse genoemd. Zij werden op de nabijgelegen baan van Golf Club Seilh Toulouse gespeeld.
| Jaar | Toernooinaam                            | Baan                     | Winnaar             | Land      |
| ---- | --------------------------------------- | ------------------------ | ------------------- | --------- |
| 2006 | Golf Open International de Toulouse     | Golf de Toulouse-Palmola | Julien Foret        | Frankrijk |
| 2007 | A.G.F. Allianz Golf Open de Toulouse    | Golf de Toulouse-Palmola | Joost Luiten        | Nederland |
| 2008 | A.G.F. Allianz Golf Open Grand Toulouse | Golf de Toulouse-Palmola | Richie Ramsay (-19) | Schotland |

Voor Ramsay is het de tweede overwinning van het seizoen, zodat hij in 2009 op de Europese PGA Tour mag spelen.